# Rudolf Schnyder (Sportschütze)
Rudolf Schnyder (* 22. August 1919; † 30. Dezember 2000) war ein Schweizer Sportschütze.

## Erfolge
Rudolf Schnyder nahm an den Olympischen Spielen 1948 in London und 1952 in Helsinki teil. Mit der Schnellfeuerpistole belegte er 1948 den 20. Platz, vier Jahre darauf kam er nicht über den 26. Rang hinaus. Mit der Freien Pistole erzielte er 1948 ebenso wie Torsten Ullman und Huelet Benner 539 Punkte, womit es zum Stechen um die Silbermedaille hinter Edwin Vásquez kam. Schnyder und Ullman schafften die Höchstpunktzahl von 60 Punkten, während Benner nur auf 58 Punkte kam und damit die Medaillenränge verpasste. In einem zweiten Stechen setzte sich Schnyder dann gegen Ullman durch und belegte letztlich den zweiten Platz. 1952 wurde er in Oslo in der Mannschaftskonkurrenz mit der Freien Pistole Vizeweltmeister.
Sein Vater Willy Schnyder war ebenfalls Sportschütze und nahm 1924 an den Olympischen Spielen teil. Er war mehrfacher Weltmeister mit der Pistole.